# Les Acteurs du Nord
Les Acteurs du Nord est une websérie documentaire financée par l’édition 2016 du Fonds TV5. La série est réalisée par Nicolas Lévesque, produite par Sophie Gagnon-Bergeron et Max-Antoine Guérin (Canopée médias) avec la collaboration de Judith Brès, agente de projets au Fonds TV5 et Benoit Beaudoin, directeur contenus numériques chez TV5.

## Synopsis
Les Acteurs du Nord dévoile la réalité des individus qui vivent, travaillent et chassent dans le Nord-du-Québec dans une zone située entre le 50e et le 55e parallèles. Leur portrait révèle leur lien avec le territoire et la forêt mais aussi avec les traditions et les éléments modernes qui permettent d’y vivre.

## Épisodes
Chaque épisode présente le portrait d'un individu réel habitant le Nord-du-Québec :
1. Le Débroussailleur
2. Les Chasseurs
3. L'Archéologue
4. L'Ermite moderne

## Fiche technique
L'équipe technique de la série est composée des membres suivants :
- Réalisation : Nicolas Lévesque
- Directeur photo : Jean-Philippe Archibald
- Direction de production et photographie : Sophie Gagnon-Bergeron
- Animation : Philippe Ouellet
- Musique : Québec Redneck Bluegrass Project
- Promotion : Max Antoine Guérin

## Nominations
- Prix Numix 2017, un gala récompensant l'excellence des médias numériques du Québec[5].